# Tore Down House
A Tore Down House az amerikai gitáros, Scott Henderson második nagylemeze, amelyet 1997. április 1-jén adott ki a Mesa Records. Az albumon található egy feldolgozás is, mégpedig Jaco Pastorius Continuum című száma és egy újra felvett dal, a Same As You, amely már a gitáros előző albumán, a Dog Party-n is szerepelt.

## Számlista
Az összes szám szerzője Scott Henderson, egy kivétel fel van tüntetve. 
| 1.    | Dolemite´         |                | 5:52 |
| 2.    | Tore Down House   |                | 7:37 |
| 3.    | Metermaid         |                | 4:29 |
| 4.    | I Hate You        |                | 4:38 |
| 5.    | Gittar School     |                | 5:10 |
| 6.    | Xanax             |                | 5:38 |
| 7.    | Continuum         | Jaco Pastorius | 4:00 |
| 8.    | You Get Off On Me |                | 3:53 |
| 9.    | Mocha             |                | 7:29 |
| 10.   | Harpoon           |                | 6:46 |
| 11.   | Same As You       |                | 4:36 |
| 63:51 |                   |                |      |

## Közreműködők
- Scott Henderson – gitár
- Kirk Covington – dob és ének
- Dave Carpenter – basszusgitár
- Pat O`Brian – szájharmonika
- Scott Kinsey- billentyűs hangszerek
- Thelma Houston – ének
- Masta Edwards – ének (I Hate You)
- Albert Wing – altszaxofon, tenorszaxofon, furulya
- Walt Fowler – trombita, szárnykürt
- Mike Nelson – tenorszaxofon, baritonszaxofon
- Dan Fornero – trombita, szárnykürt
- Eric Jorgenson – harsona
- T.J. Helmerich – háttérének
- Mark Nonisa – háttérének

## Külső hivatkozások
- Hivatalos oldal (angolul)